# Montefortino
Montefortino település Olaszországban, Marche régióban, Fermo megyében. Lakosainak száma 1047 fő (2023. január 1.). Montefortino Castelsantangelo sul Nera, Sarnano, Montemonaco, Ussita, Amandola, Bolognola és Comunanza községekkel határos.

## Népesség
A település lakossága az elmúlt években az alábbi módon változott:
| Lakosok száma | 1148 | 1117 | 1047 |
|               | 2017 | 2018 | 2023 |